# Wellington Challenger 1995
Il Wellington Challenger 1995 è stato un torneo di tennis facente parte della categoria ATP Challenger Series nell'ambito dell'ATP Challenger Series 1995. Il montepremi del torneo era di $50000+H ed esso si è svolto nella settimana tra il 2 gennaio e l'8 gennaio 1995 su campi in cemento. Il torneo si è giocato nella città di Wellington in Nuova Zelanda.

## Vincitori

### Singolare
Brett Steven ha sconfitto in finale  Martin Damm con il punteggio di 6–3, 6–3

### Doppio
Mark Knowles /  Daniel Nestor hanno sconfitto in finale  Tommy Ho /  Kenny Thorne con il punteggio di 1–6, 6–4, 7–6